# Masaż segmentarny

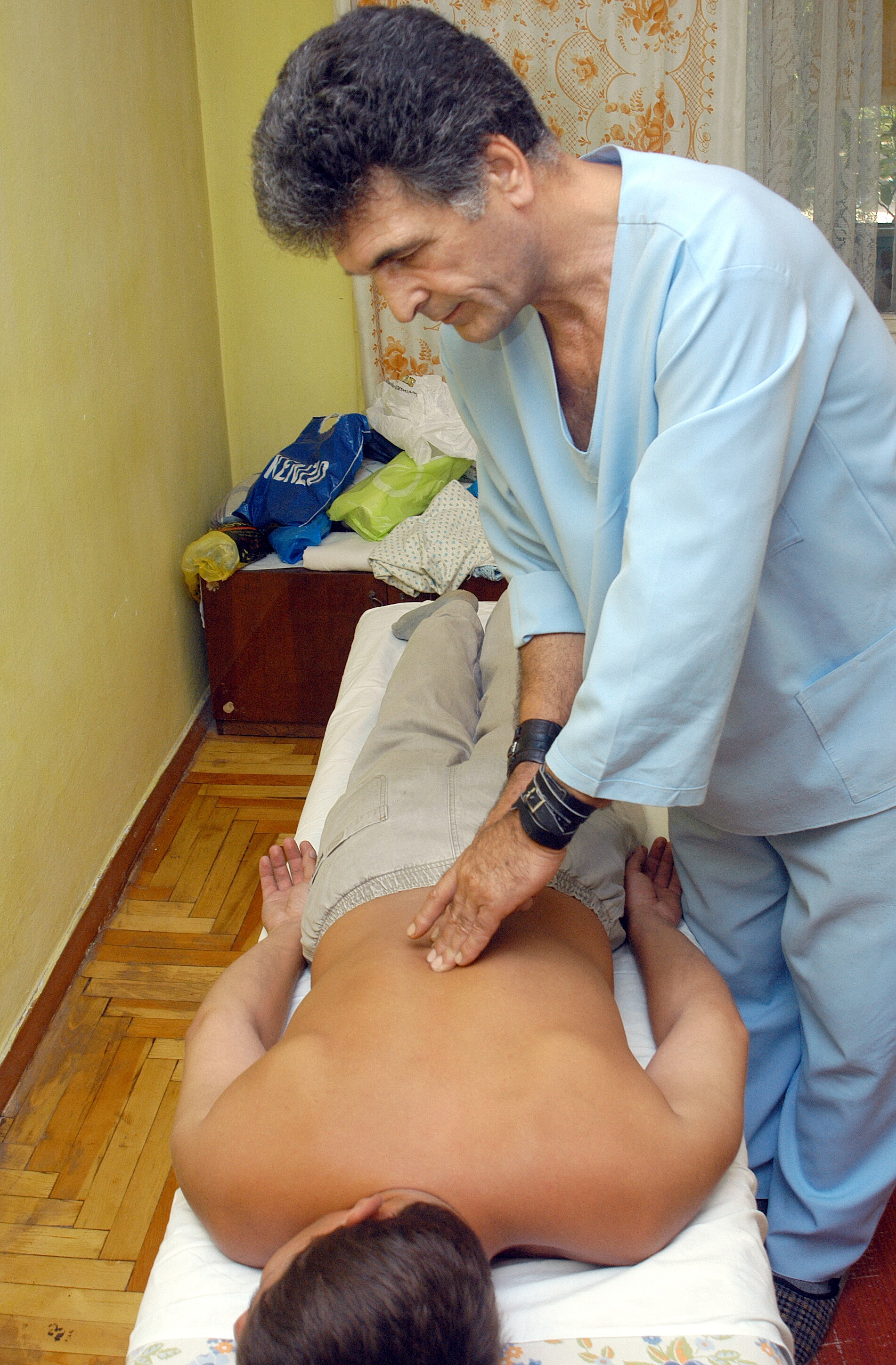
Mężczyzna w niebieskim uniformie wykonuje masaż pleców osobie leżącej na brzuchu na łóżku w domowym pomieszczeniu.

Masaż segmentarny – rodzaj terapeutycznego masażu leczniczego zaliczany do tzw. masaży odruchowych. Polega na wykonywaniu określonych technik i chwytów masażowych w odpowiedniej kolejności, bez użycia środków poślizgowych, w celu świadomego oddziaływania na odruchowe zmiany w tkankach organizmu. W odróżnieniu od masażu klasycznego, masaż segmentarny znajduje szczególne zastosowanie w leczeniu chorób narządów wewnętrznych. Twórcami tej metody byli Otto Gläser i Wilhelm Albrecht Dalicho, którzy w oparciu o wieloletnią praktykę oraz badania nad odruchowymi zależnościami między narządami a innymi tkankami ciała opracowali i opublikowali jej zasady w latach 50. XX wieku. Segmentarna metoda masażu jest uważana za uzupełnienie masażu klasycznego w zakresie oddziaływania na narządy wewnętrzne poprzez układ nerwowy.

## Historia
Podstaw naukowych masażu segmentarnego upatruje się w odkryciach z przełomu XIX i XX wieku dotyczących zjawisk odruchowych w organizmie. W 1896 roku angielski neurolog Henry Head zaobserwował, że w przebiegu chorób niektórych narządów wewnętrznych pojawia się nadwrażliwość na ból w ściśle określonych obszarach skóry, odpowiadających unerwieniu segmentalnemu tych narządów. Obszary te nazwano później strefami Heada. Bodźce takie jak ucisk, dotyk czy zmiana temperatury, normalnie nieodczuwane jako bolesne, w obrębie tych stref wywołują ból. W kolejnych latach badacze stwierdzili, że zmiany odruchowe dotyczą nie tylko skóry, ale także innych tkanek – m.in. mięśni, tkanki łącznej, okostnej czy naczyń krwionośnych. Przykładowo szkocki lekarz James Mackenzie w 1917 roku opisał występowanie zjawiska zwiększonego napięcia i bolesności w mięśniach (tzw. strefy Mackenziego) w związku z chorobami narządów wewnętrznych. Niemiecki lekarz Willi Kohlrausch w 1937 roku odnotował przypadki ustąpienia dolegliwości narządów wewnętrznych po zastosowaniu masażu odruchowego na odpowiednich grupach mięśni szkieletowych.
Termin „masaż segmentarny” zaczął być używany dopiero od lat 50. XX w. – wcześniejsze publikacje posługiwały się określeniami „masaż punktów nerwowych” (A. Cornelius, 1909) lub „masaż odruchowy” (B. Barczewski, 1911). Za początek współczesnej metody uważa się wydanie w 1952 roku pierwszego podręcznika pt. „Masaż segmentarny” autorstwa O. Gläsera i W. A. Dalicho, będącego podsumowaniem ich doświadczeń klinicznych. Publikacja ta stała się podstawowym dziełem z zakresu masażu segmentarnego, przyczyniając się do spopularyzowania tej formy terapii.

## Mechanizm działania
Masaż segmentarny opiera się na zasadzie, że organizm ludzki funkcjonuje w sposób zintegrowany, a wszystkie jego części są ze sobą połączone nerwowo na poziomie odpowiednich segmentów (tzw. metamery). Każdy proces chorobowy w narządzie wewnętrznym wywołuje reakcje odruchowe w tkankach unerwianych przez ten sam segment rdzenia kręgowego. Zmiany takie mają charakter odruchowy (nie są pierwotnym uszkodzeniem tych tkanek, lecz skutkiem zaburzeń narządowych) i mogą podtrzymywać lub nasilać dolegliwości ze strony chorego narządu na zasadzie błędnego koła. Masaż segmentarny poprzez likwidację odruchowych zmian w skórze, mięśniach i innych strukturach ma na celu przerwanie tego błędnego koła i przywrócenie prawidłowej funkcji danego segmentu oraz powiązanego z nim narządu.
Podłożem neurofizjologicznym działania masażu segmentarnego są połączenia pomiędzy układem nerwowym autonomicznym a somatycznym. Bodziec bólowy pochodzący z chorego narządu przewodzony jest włóknami układu autonomicznego – zarówno współczulnymi, jak i przywspółczulnymi – a następnie poprzez interneurony przenosi się na neurony czuciowe układu somatycznego, co tłumaczy zjawisko rzutowania bólu trzewnego na powierzchnię ciała. Pobudzenie tych samych dróg w odwrotnym kierunku stanowi z kolei mechanizm oddziaływania masażu segmentarnego – odpowiednie bodźce aplikowane na tkanki (skórę, mięśnie) w danym segmencie mogą wywołać efekt refleksoterapeutyczny, wpływając na unerwiony przez ten segment narząd wewnętrzny. Zaobserwowano również, że masaż segmentarny działa normalizująco na układ nerwowy wegetatywny, pomagając przywrócić równowagę między jego częścią współczulną i przywspółczulną (m.in. poprzez redukcję nadpobudliwości układu współczulnego). Masaż tego typu, oprócz odruchowego wpływu na narządy, wywołuje także efekty ogólne podobne do masażu klasycznego, stymulując wydzielanie substancji prowadzących do tzw. „przestrojenia” (regulacji) czynności układu autonomicznego.

## Metodyka zabiegu
Masaż segmentarny wykonuje się najczęściej na sucho, bez użycia oliwek ani kremów, aby nie zakłócać percepcji dotykowej terapeuty podczas badania palpacyjnego zmian w tkankach. Pacjent znajduje się w pozycji leżącej (na brzuchu lub na plecach, w zależności od opracowywanej okolicy ciała), a niektóre elementy masażu mogą być wykonywane w pozycji siedzącej lub stojącej – ważne, aby ułożenie zapewniało pacjentowi maksymalne rozluźnienie mięśni. Przed rozpoczęciem masażu terapeuta lokalizuje tzw. zmiany odruchowe w tkankach (miejsca wzmożonego napięcia, bolesność, zgrubienia itp.), które następnie stara się stopniowo zlikwidować technikami masażu. Zaleca się rozpoczynać zabieg od powierzchownych struktur (skóra, tkanka podskórna), a po ich rozluźnieniu przechodzić do pracy na tkankach położonych głębiej (tzw. zasada warstwowości).
Każdy zabieg masażu segmentarnego rozpoczyna się od opracowania okolicy kręgosłupa, czyli stref przykręgosłupowych odpowiadających korzeniom nerwów rdzeniowych. Następnie masuje się kolejne obszary ciała w ustalonej sekwencji segmentarnej – typowo: najpierw kręgosłup (od odcinka lędźwiowego ku górze), potem grzbiet, obręcz barkową i kark, dalej szyję i głowę, następnie klatkę piersiową, okolicę brzucha, miednicę z pośladkami, a na końcu kończyny. Zachowanie tej kolejności ma na celu odpowiednie pobudzenie struktur w danym segmencie i uzyskanie efektu terapeutycznego we właściwych strefach refleksorycznych. W masażu segmentarnym stosowane są zarówno klasyczne techniki masażu (takie jak głaskanie, rozcieranie, ugniatanie, wibracja) jak i specjalne chwyty wypracowane dla tej metody. Do charakterystycznych chwytów segmentarnych należą m.in.: piłowanie (przesuwanie i jednoczesne rozcieranie fałdu skórnego między dłońmi wzdłuż przebiegu segmentów), śrubowanie (koliste rozcieranie opuszkami palców przy kręgosłupie), chwyt międzykolcowy (energiczne ugniatanie tkanek wzdłuż wyrostków kolczystych kręgosłupa), rolowanie (przesuwanie uchwyconego fałdu skórnego wzdłuż pleców) oraz wstrząsanie miednicy (oscylacyjne ruchy miednicą wykonywane u pacjenta w pozycji leżącej). Chwyty te mają na celu oddziaływanie na różne warstwy tkanek – od skóry i tkanki łącznej po mięśnie – w sposób odruchowy wpływając na stan unerwionych segmentalnie narządów wewnętrznych.
Pojedynczy zabieg masażu segmentarnego trwa przeciętnie od około 20 do 30 minut. Masaże wykonuje się w seriach dostosowanych do potrzeb pacjenta – zwykle codziennie lub co drugi dzień. Często praktykuje się serię ~20 zabiegów, po której następuje przerwa (np. 1–2 tygodnie) pozwalająca organizmowi na adaptację. Po przerwie cykl masaży można powtórzyć w razie potrzeby, zmniejszając częstotliwość do 2–3 zabiegów tygodniowo. Zasada jest, aby kontynuować terapię segmentarną do momentu ustąpienia wszystkich stwierdzonych zmian odruchowych – przedwczesne zakończenie może skutkować niepełnym efektem, zaś zbyt długa kontynuacja po likwidacji zmian bywa niewskazana (może paradoksalnie wywołać nawrót dolegliwości).

## Wskazania i przeciwwskazania
Zakres wskazań do masażu segmentarnego obejmuje wszystkie wskazania właściwe dla masażu klasycznego, rozszerzone o schorzenia narządów wewnętrznych. Metoda ta jest wykorzystywana pomocniczo w terapii licznych chorób i dolegliwości, zwłaszcza o charakterze przewlekłym. Do głównych wskazań należą m.in.: przewlekłe oraz czynnościowe choroby narządów wewnętrznych (np. układu pokarmowego, oddechowego, moczowo-płciowego), zaburzenia krążenia (np. przewlekła niewydolność żylna), przewlekłe choroby zwyrodnieniowe kręgosłupa i stawów oraz związane z nimi zespoły bólowe, stany pourazowe narządu ruchu (w okresie rehabilitacji po złamaniach, zwichnięciach, skręceniach), zaburzenia funkcjonowania układu wegetatywnego (np. stany nadpobudliwości nerwowej, nerwice wegetatywne) oraz dysfunkcje gruczołów wydzielania wewnętrznego. Masaż segmentarny bywa także wykorzystywany w Odnowie biologicznej sportowców (np. jako masaż przedstartowy) dzięki swojemu ogólnoustrojowemu efektowi pobudzającemu.
Przeciwwskazania do stosowania masażu segmentarnego są zbliżone do przeciwwskazań klasycznego masażu leczniczego. Należą do nich przede wszystkim ostre stany zapalne i infekcje (szczególnie wymagające interwencji lekarskiej), choroby przebiegające z wysoką gorączką, świeże urazy i rany, choroby nowotworowe, czynne krwawienia lub ryzyko ich wystąpienia, a także ogólny ciężki stan pacjenta. Masażu segmentarnego nie należy również wykonywać w przypadku stwierdzenia poważnych zmian organicznych w kręgosłupie (np. zaawansowana osteoporoza, nowotwory kości) czy innych stanów, w których klasyczny masaż byłby przeciwwskazany.

## Masaż segmentarny w edukacji
Metoda masażu segmentarnego jest uwzględniona w programie kształcenia zawodowego masażystów. W Polsce przyszli technicy masażyści podczas nauki poznają techniki i zasady masażu segmentarnego oraz uczą się wykonywać go w praktyce. Masaż segmentarny bywa również tematem zadań na egzaminach potwierdzających kwalifikacje w zawodzie technika masażysty (kwalifikacja MED.10 „Świadczenie usług w zakresie masażu”) – przykładowo w testach egzaminacyjnych pojawiają się pytania o zasady wykonania tego masażu (np. od jakiej okolicy ciała należy go rozpocząć).